# Leonora, addio!
Leonora, addio! è una novella scritta da Luigi Pirandello nel 1910 e raccolta poi in Novelle per un anno.
Dal nucleo di questa novella nascerà poi il dramma Questa sera si recita a soggetto.

## Trama
Rico Verri ha sposato Mommina, una ragazza che, insieme alle tre sorelle, si era data alla bella vita con gli ufficiali. L'uomo è geloso e, pensando al passato della moglie, la obbliga a trascurarsi e a stare sempre chiusa in casa, impedendole ogni svago. Un giorno arriva in città una delle sorelle, divenuta cantante, per recitare in un'opera di Giuseppe Verdi, Il trovatore.
Mommina, quando sa la notizia, ripensa alla sua giovinezza, a quando andava a teatro ed era felice, e racconta alle sue bambine di quei tempi e del contenuto dell'opera, e canta loro alcuni brani fra cui Leonora, addio!. È tanta la passione con cui Mommina canta che cade morta.

## Edizioni
- Luigi Pirandello, Novelle per un anno, Prefazione di Corrado Alvaro, Mondadori 1956-1987, 2 volumi. 0001690-7
- Luigi Pirandello, Novelle per un anno, a cura di Mario Costanzo, Prefazione di Giovanni Macchia, I Meridiani, 2 volumi, Arnoldo Mondadori, Milano 1987 EAN: 9788804211921
- Luigi Pirandello, Tutte le novelle, a cura di Lucio Lugnani, Classici Moderni BUR, Milano 2007, 3 volumi.
- Luigi Pirandello, Novelle per un anno, a cura di S. Campailla, Newton Compton, Grandi tascabili economici.I mammut, Roma 2011 Isbn 9788854136601
- Luigi Pirandello, Novelle per un anno, a cura di Pietro Gibellini, Giunti, Firenze 1994, voll. 3.